# Улица Киото (Киев)
Улица Киото (укр. Вулиця Кіото) — улица в Деснянском районе города Киева. Пролегает от Черниговской площади до улицы Путивльская, исторически сложившаяся местность (район) Лесной жилой массив.
Примыкают улицы Милютенко, Кубанской Украины.

## История
Новая улица №232 была проложена в середине 1920-х годов. 
29 декабря 1953 года Новая улица №232 в Дарницком районе переименована в Павлоградскую улицу — в честь города Павлограда, согласно Решению исполнительного комитета Киевского городского совета депутатов трудящихся № 2610 «Про наименование городских улиц» («Про найменування міських вулиць»). 
Позже получила название Выщедубечанская: в справочнике «Улицы Киева» 1958 года улица упоминается под данным названием. 
27 декабря 1971 года Выщедубечанская улица переименована в улицу Андрея Малышко — в честь украинского советского поэта Андрея Самойловича Малышко, согласно Решению исполнительного комитета Киевского городского совета депутатов трудящихся № 2061 «Про наименование и переименование улиц города Киева» («Про найменування та перейменування вулиць м. Києва»).
30 июня 1972 года восточная часть улицы Андрея Малышко была выделена в отдельную улицу под современным названием — в честь города Киото, согласно Решению исполнительного комитета Киевского городского совета депутатов трудящихся № 1007 «Про наименование улицы в честь города-побратима Киото» («Про найменування вулиці на честь міста побратима Кіото»).

## Застройка
Улица пролегает в северо-восточном направлении параллельно Броварскому проспекту. Улица имеет по два ряда движения в обе стороны. Дойдя до Северо-Дарницкого мелиоративного канала, далее в восточном направлении улицу Киото продлевает Путивльская улица. Улица Киото с улицами Миропольской, Братиславской, Андрея Малышко, Гната Хоткевича и Броварским проспектом образовывают Черниговскую площадь.
Нечётная сторона улицы занята многоэтажной (9–16 этажей) жилой застройкой, далее (после примыкания улицы Милютенко) — учреждениями обслуживания. Чётная сторона — парк Киото, строительная площадка, зелёная зона, гипермаркет «Леруа Мерлен».
Учреждения:
1. дом № 7А — северный водопарк
2. дома №№ 19, 19/4, 21 — Киевский национальный торгово-экономический университет (корпуса Б, В, Д, Е)
3. дом № 23 — Высшее коммерческой училище Киевского национального торгово-экономического университета (корпус Л)
4. дом № 25 — «Блиц-Информ», Украинский научно-исследовательский институт специальных видов печати
5. дом № 27 — Национальная кинематика Украины (ранее Киевская студия научных и документальных фильмов и Студия мультипликационных фильмов)

Мемориальные доски:
1. дом № 19 — в честь побратимства Киева и Киото (скульптор Николай Рапай, архитектор А. И. Герасименко, 1981 год)
2. дом № 25 — «эта улица в 1972 году названа в честь японского города-побратима Киото» — комментарий именования улицы
3. дом № 27 — «здесь работал выдающейся кинорежиссёр Феликс Соболев»